# Südossetisches Parlament
Das Südossetische Parlament (ossetisch Хуссар Ирыстоны Парламент, russisch Парламент Южной Осетии) ist das Parlament der international nur von wenigen Staaten anerkannten Republik Südossetien. Das Einkammerparlament umfasst derzeit 34 Sitze. Eine Legislaturperiode dauert fünf Jahre. Voraussetzung, um als Abgeordneter in das südossetische Parlament gewählt werden zu können, ist die südossetische Staatsbürgerschaft sowie ein Mindestalter von 21 Jahren.

## Geschichte
Die ersten Parlamentswahlen wurden in Südossetien bereits vor der De-facto-Unabhängigkeit von Georgien abgehalten, als in Südossetien die Bestrebungen nach einer Loslösung von Georgien immer stärker wurden. Nach dem Georgisch-Südossetischen Krieg 1991 bis 1992 erreichte das Land seine De-facto-Unabhängigkeit. 1994, 1999, 2004, 2009, 2014 und 2019 fanden Parlamentswahlen statt.
Nach der georgischen Offensive im Kaukasuskrieg 2008 wurde das schon 1937 errichtete Parlamentsgebäude durch Artilleriebeschuss schwer beschädigt, anschließend begann ein Wiederaufbau.
Seit den Wahlen 2019 sind fünf Parteien im Parlament vertreten, darunter die Partei Einiges Südossetien mit 14 Sitzen, die Volkspartei Südossetiens mit fünf Mandaten, die 2013 gegründete Partei Nychaz mit vier Sitzen sowie die Kommunistische Partei Südossetiens mit einem Sitz.
Im Juli 2019 trafen sich Vertreter des Parlaments von Sierra Leone mit Vertretern des südossetischen Parlaments, obwohl Sierra Leone keine diplomatischen Beziehungen mit Südossetien unterhält.